# Сума
Су́ма (лат. summa) — результат операції додавання.
Наприклад, у виразі
4 + 5 = 9
9 є сумою, а числа 4 і 5 називаються доданками.
Сума позначається знаком + (плюс).
Для позначення суми членів послідовності використовується символ {\displaystyle \sum } (велика грецька літера сигма), наприклад
{\displaystyle \sum _{i=1}^{N}a_{i}=a_{1}+a_{2}+\ldots a_{N}}.
Якщо послідовність нескінченна, то така сума називається числовим рядом і позначається
{\displaystyle \sum _{i=1}^{\infty }a_{i}}.
В алгебраїчний вираз можуть входити члени, знаки яких наперед не визначені. Тобто для певних членів виразу виконується операція додавання, для інших — віднімання. Тому вираз загального вигляду, до якого входять операції додавання і віднімання називають алгебраїчною сумою. Наприклад,
{\displaystyle 5-4=5+(-4)}
{\displaystyle a-b=a+(-b)}

## Визначена сума
Часто для скорочення суму з n доданків ak, ak+1, …, aN позначають великою грецькою буквою Σ (сигма):
{\displaystyle a_{k}+a_{k+1}+...+a_{N}=\sum _{i=k}^{N}a_{i}}
Це позначення називається визначеною (скінченню) сумою ai по i від k до N.

Для зручності замість {\displaystyle \sum _{i=k}^{N}a_{i}} інколи пишуть {\displaystyle \sum _{P(i)}^{}a_{i}}, де {\displaystyle P(i)\ } — деяке відношення для {\displaystyle i\ }, таким чином {\displaystyle \sum _{P(i)}^{}a_{i}} це скінченна сума всіх {\displaystyle a_{i}\ }, де {\displaystyle i\in Z:P(i)\ }

Властивості визначеної суми:
1. {\displaystyle \left(\sum _{i=k_{1}}^{k_{2}}a_{i}\right)\left(\sum _{j=p_{1}}^{p_{2}}b_{j}\right)=\sum _{i=k_{1}}^{k_{2}}\left(\sum _{j=p_{1}}^{p_{2}}a_{i}b_{j}\right)}
2. {\displaystyle \sum _{i=k_{1}}^{k_{2}}\sum _{j=p_{1}}^{p_{2}}a_{ij}=\sum _{j=p_{1}}^{p_{2}}\sum _{i=k_{1}}^{k_{2}}a_{ij}}
3. {\displaystyle \sum _{i=k_{1}}^{k_{2}}(a_{i}+b_{i})=\sum _{i=k_{1}}^{k_{2}}a_{i}+\sum _{i=k_{1}}^{k_{2}}b_{i}}
4. {\displaystyle \sum _{i=k_{1}}^{k_{2}}{z\cdot a_{i}}=z\cdot \sum _{i=k_{1}}^{k_{2}}a_{i}}

## Приклади
1. Сума арифметичної прогресії:
{\displaystyle \sum _{i=0}^{n}(a_{0}+b\cdot i)=(n+1){\frac {a_{0}+a_{n}}{2}}}
2. Сума геометричної прогресії:
{\displaystyle \sum _{i=0}^{n}a_{0}\cdot b^{i}=a_{0}\cdot {\frac {1-b^{n+1}}{1-b}}}
3. {\displaystyle \sum _{i=0}^{n}{\left({\frac {1}{p}}\right)}^{i}={\frac {p}{p-1}}\left(1-{\frac {1}{p^{n+1}}}\right),\quad p\neq 1,n\geq 0}

1. {\displaystyle \sum _{i=0}^{n}ip^{i}={\frac {np^{n+2}-(n+1)p^{n+1}+p}{(p-1)^{2}}},\quad p\neq 1}

1. {\displaystyle \sum _{i=0}^{n}p^{i}=(p-1)\sum _{i=0}^{n-1}((n-i)p^{i})+n+1,\quad p\neq 1}

1. - При {\displaystyle p=10\ } отримуємо {\displaystyle \sum _{i=0}^{n}10^{i}=9\cdot \sum _{i=0}^{n-1}((n-i)10^{i})+n+1}, а це послідовність рівнянь наступного вигляду:
{\displaystyle 1=9\cdot 0+1,\quad 11=9\cdot 1+2,\quad 111=9\cdot 12+3,\quad 1111=9\cdot 123+4,\quad 11111=9\cdot 1234+5}

## Невизначена сума
Невизначеною сумою ai по i називається така функція f(i), яка позначається
{\displaystyle \sum _{i}^{}a_{i}},
що {\displaystyle \forall if(i+1)-f(i)=a_{i+1}}.

## Формула Ньютона-Лейбніца
Якщо знайдена невизначена сума
{\displaystyle \sum _{i}^{}a_{i}=f(i)},
тоді
{\displaystyle \sum _{i=k}^{N}a_{i}=f(N+1)-f(k)}. 

## Етимологія
Латинське слово summa перекладається як «головний пункт», «сутність», «підсумок». З XV століття слово починає вживатися в сучасному сенсі, з'являється дієслово «підсумувати» (1489 рік)[джерело?].
Це слово проникло в багато сучасних мов: в українську, англійську, французьку та інші.
Спеціальний символ для позначення суми (S) першим ввів Ейлер в 1755 році. Як варіант, використовувалася грецька буква Сигма Σ. Пізніше зважаючи на зв'язок понять підсумовування та інтегрування, S також використовували для позначення операції інтегрування.